# Rūm
Rūm (in arabo الرُّومُ‎?, al-Rūm) è il termine storicamente impiegato dai musulmani per indicare i 'Romani', cioè i Bizantini.
Per indicare invece i cristiani d'Occidente, di cultura cioè latina, i musulmani usavano il termine Ifranj (o Firanj o Faranj), vale a dire "Franchi".
Il termine Rūm è evidentemente connesso con l'uso bizantino di definire se stessi col termine di "Romani" (Ῥωμαῖοι), che seguendo la pronuncia bizantina in area italiana veniva reso col termine "Romei".
"Turchi di Rūm" furono indicati quei Turcomanni e Selgiuchidi che, coinvolti dai Bizantini nelle loro beghe feudali, s'erano fatti signori delle aree in cui essi avevano operato come soldati mercenari. Dopo la Battaglia di Manzicerta i Turchi Selgiuchidi occuparono la Penisola anatolica creando nel 1081, con Sulayman ibn Qutulmish, un Sultanato che ebbe la sua capitale in Iconio (l'odierna Konya). Questo rappresentò sino al sorgere della potenza ottomana il più temibile avversario dei Bizantini in Asia.
Col generico termine Rūm gli storici e i geografi musulmani chiamarono nel medioevo le aree geografiche generalmente dei Balcani, o quelle dell'Anatolia che erano appartenute al Sultanato selgiuchide di Rum.
Il termine Rūm fu impiegato anche nei secoli successivi per indicare il millet greco ortodosso (Rūm millet), ed è usato ancor oggi in Turchia per definire i cittadini turchi di cultura greco-ortodossa viventi prima nell'impero ottomano e poi nella repubblica turca e a Cipro del Nord.